# Vendredi 13 (bateau)
Pour les articles homonymes, voir Vendredi 13 (homonymie).
Le Vendredi 13 est un voilier trois-mâts construit en 1972 sur plan de Dick Carter. Avec ses 35 tonnes et 39 mètres hors tout, il avait un plan de voilure comportant trois génois bômés envergués sur trois mâts. Construit en sandwich fibre de verre/mousse polyuréthane au chantier TECIMAR à Saint-Nazaire, c'est techniquement une goélette à voile d'étai. Jean-Yves Terlain avait conçu ce prototype spécialement pour la Transat anglaise (OSTAR), course à la voile en solitaire, courue entre Plymouth (Grande-Bretagne) et Newport (États-Unis).
Il est labellisé BIP (Bateau d'intérêt patrimonial) par la Fondation du patrimoine maritime et fluvial depuis 2016.

## Histoire
Il est construit à Saint-Nazaire avec le soutien financier de Claude Lelouch.
Géant pour son époque, on le disait impossible à manœuvrer par un seul homme. De fait, au cours de la transat, Terlain rencontra des problèmes de gréement qui le privèrent de la victoire. Il arriva second, derrière Alain Colas sur Pen Duick IV.
Pour payer le bateau, Terlain et sa compagne de l’époque Karin Desboeuf, décidèrent de l'armer pour le charter aux Antilles (c'est-à-dire d’emmener de riches touristes en croisière). Après avoir aménagé le bateau à cet effet à La Rochelle, ils obtinrent un contrat avec le Club Méditerranée et se basèrent à Sainte-Anne en Martinique. Vendredi 13 fut alors confié à Yvon Fauconnier qui recruta un équipage de marins hôteliers pour seconder son épouse Dany. Leur fille Karine Fauconnier, qui devait à son tour devenir une navigatrice célèbre, participa à ces croisières dès son plus jeune âge.
De nombreux marins ont alors croisé la route du Vendredi 13, appelé familièrement « Le Treize », et participé aux croisières de luxe vers les Grenadines : Kiki Hiessler, Alain Revel, Hugo Desmazières, Francis Domange, Pancho Mallego, Alain Chapoutot, Yvon Redier, Titouan Lamazou et bien d’autres.
En 1976, Yvon Fauconnier courut à son tour la Transat anglaise avec le trois-mâts, mais dut abandonner, blessé, face aux dépressions très creuses qui marquèrent cette course.
En 1978, Yvon Fauconnier le renomme Lili-Aggie pour la première édition de la Route du Rhum 1978 au départ de Saint-Malo, le 5 novembre 1978, mais abandonne à Brest.
Le voilier continua ses navigations entre les Antilles et les États-Unis. 
En 1989, il rattrape la Transat 6.50 aux Canaries pour accompagner les voiliers de 6.50 mètres lors de la seconde étape jusqu'à Fort de France. Il profite de ce voyage pour amener du matériel de pêche aux pêcheurs guadeloupéens qui viennent de subir le cyclone Hugo. En décembre 1989, il repart vers la France, arrive à Horta le 24 décembre après avoir subi une tempête mémorable sans coup férir. Il arrive à Brest en janvier 1990. Après un chantier de rénovation de 3 mois où la coque est sondée pour en vérifier l'état, il repart le 14 juillet 1990 pour la Roumanie et l'URSS dans le cadre d'une mission humanitaire menée par l'association Marins du monde avec la participation de Jean-François Deniau qui rejoint le bateau à Istanbul pour les escales de Constanza et d'Odessa. Le Vendredi 13 rejoint ensuite Marseille fin septembre puis La Ciotat en novembre où il est désarmé. En 1991 la coque du Vendredi 13 sert de moule (et transforme le 13 en épave) pour réaliser une copie du bateau, mais cette copie destinée au charter de luxe ne restitua jamais le caractère particulier de l’original. Ce sistership fut baptisé Friday Star.
Vendredi 13 fut alors offert au musée de la plaisance qui ouvrit un temps dans l’ancienne base sous-marine de Bordeaux, où il fut exposé à terre, mâté mais sans sa quille.

## Restauration
Après la fermeture définitive du musée, la coque, ouverte à tous vents, resta sur le terre-plein de la base sous-marine. Racheté par un promoteur immobilier et mécène de Bordeaux le Vendredi 13 est confié à l'association Rêves de sens pour que le voilier soit refait. Le 7 décembre 2015 il est transporté dans un chantier proche afin d'être restauré en vue de naviguer de concert avec le Musée de la mer et de la marinede Bordeaux.
En juillet 2016, la coque extérieure est sablée, l'intérieur est vide : la reconstruction peut commencer. Mais la collaboration avec L'association rêves de sens est interrompue. Les travaux prennent du retard.

## Quelques photographies duVendredi 13

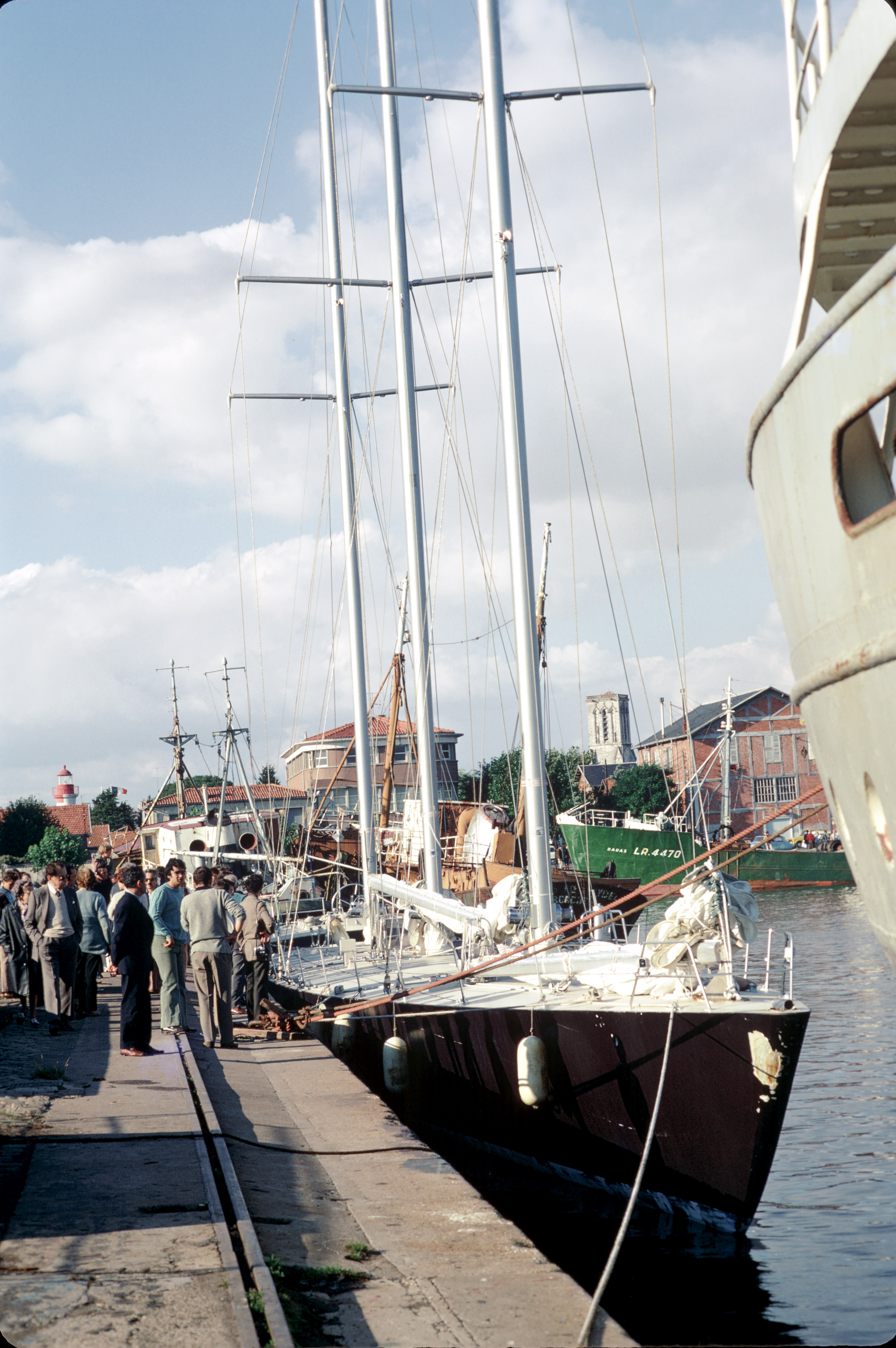
Vue d'ensemble.
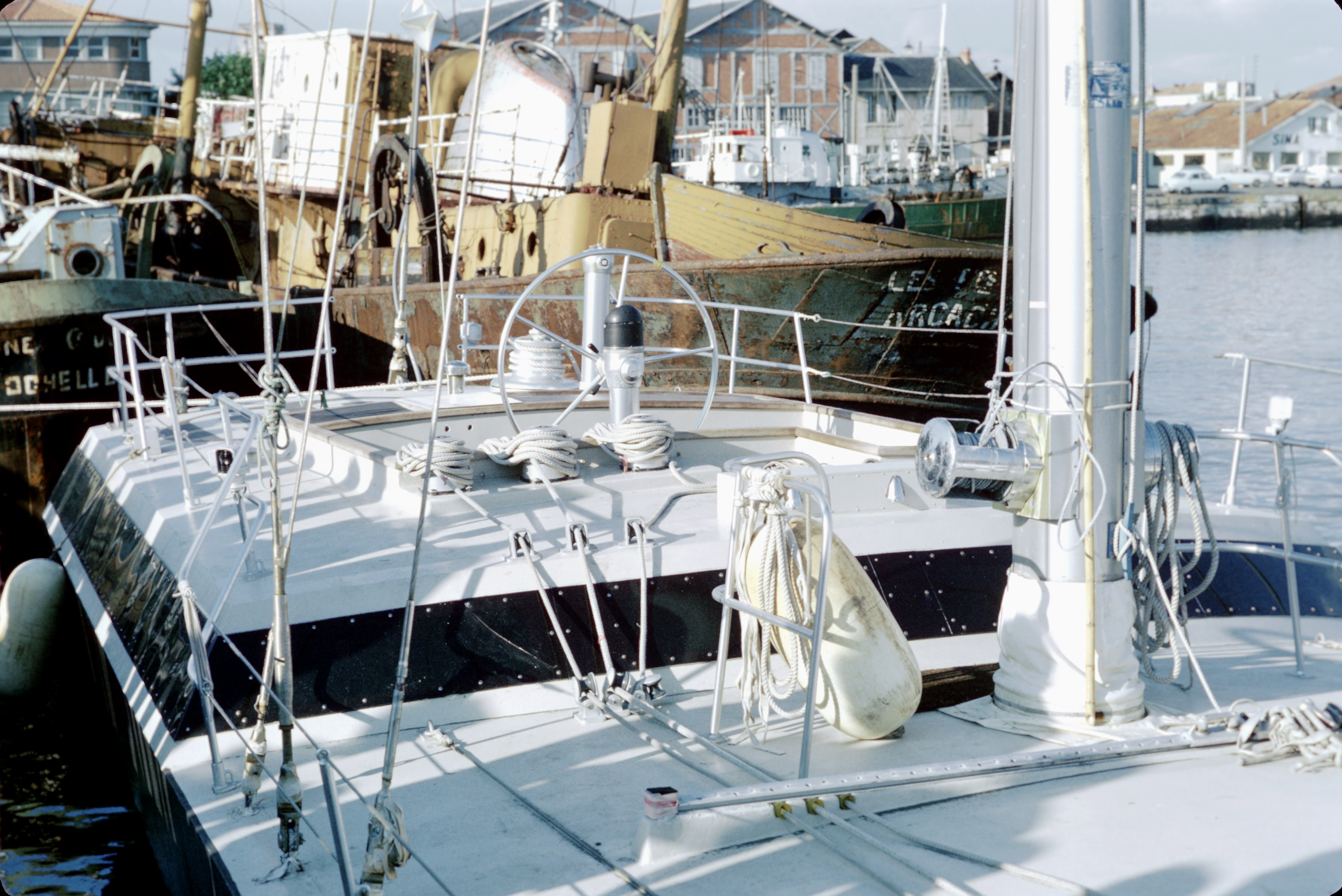
La cabine.
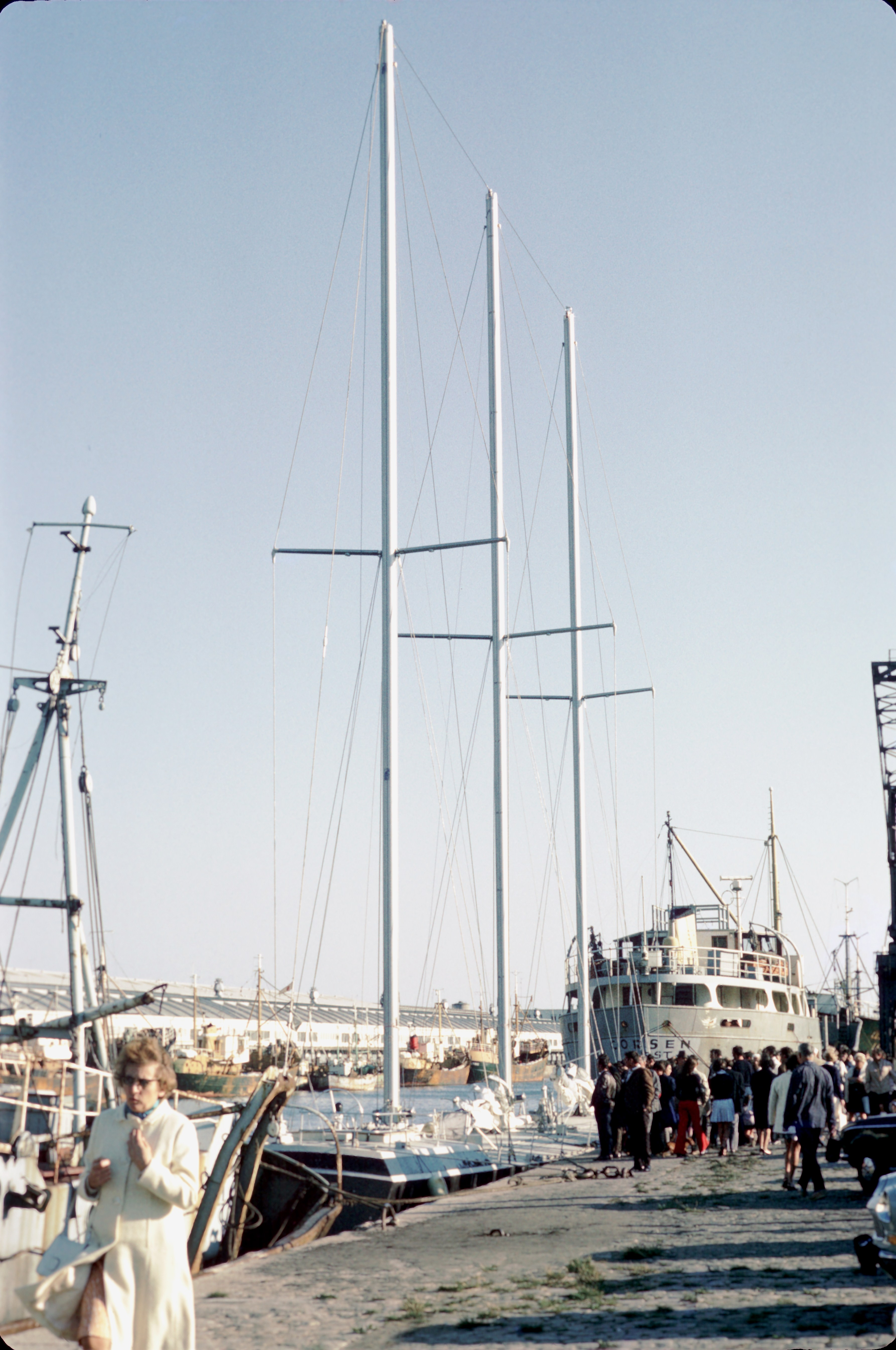
La mâture.
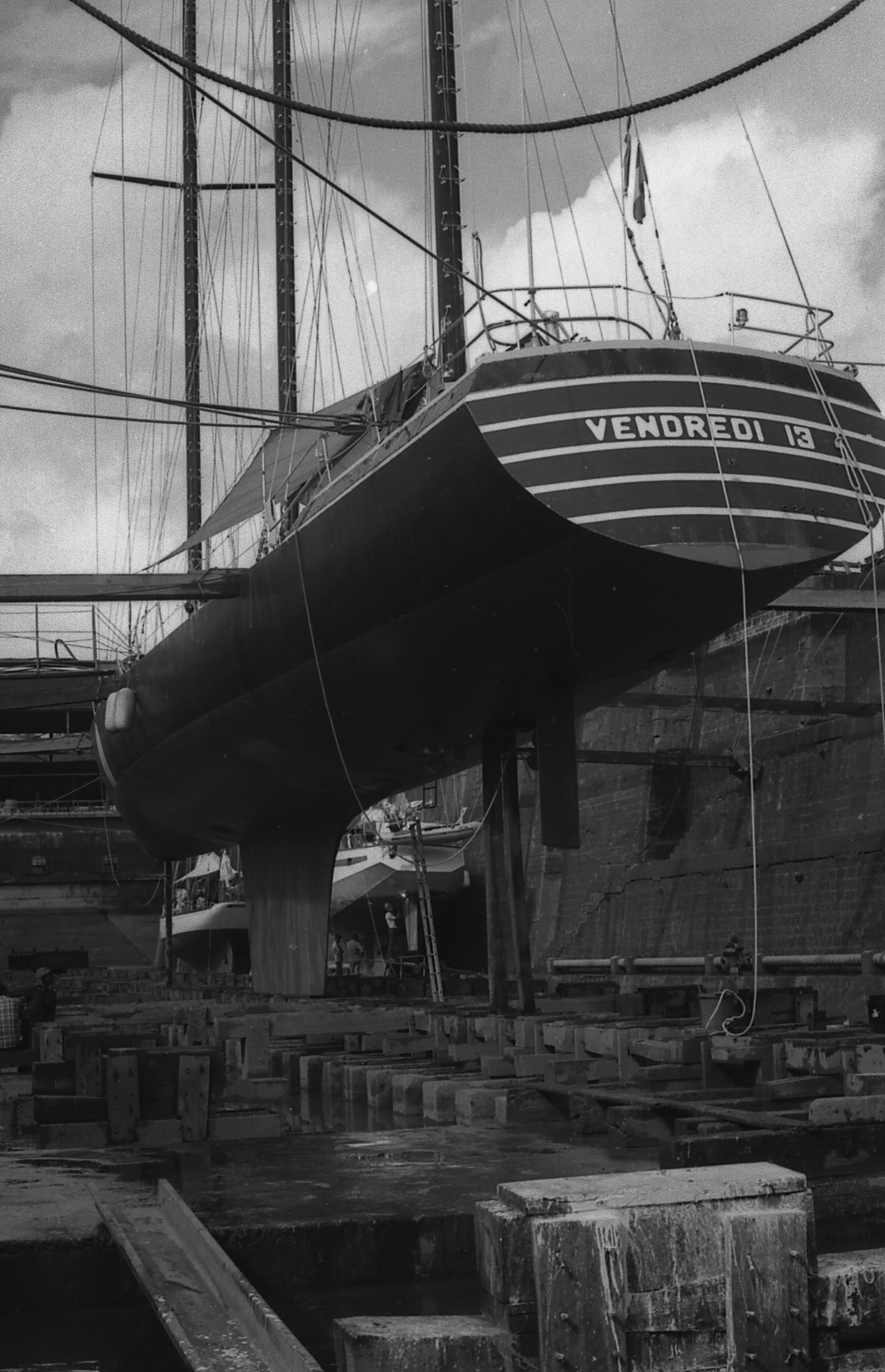
En cale sèche - Fort de France - 1977.
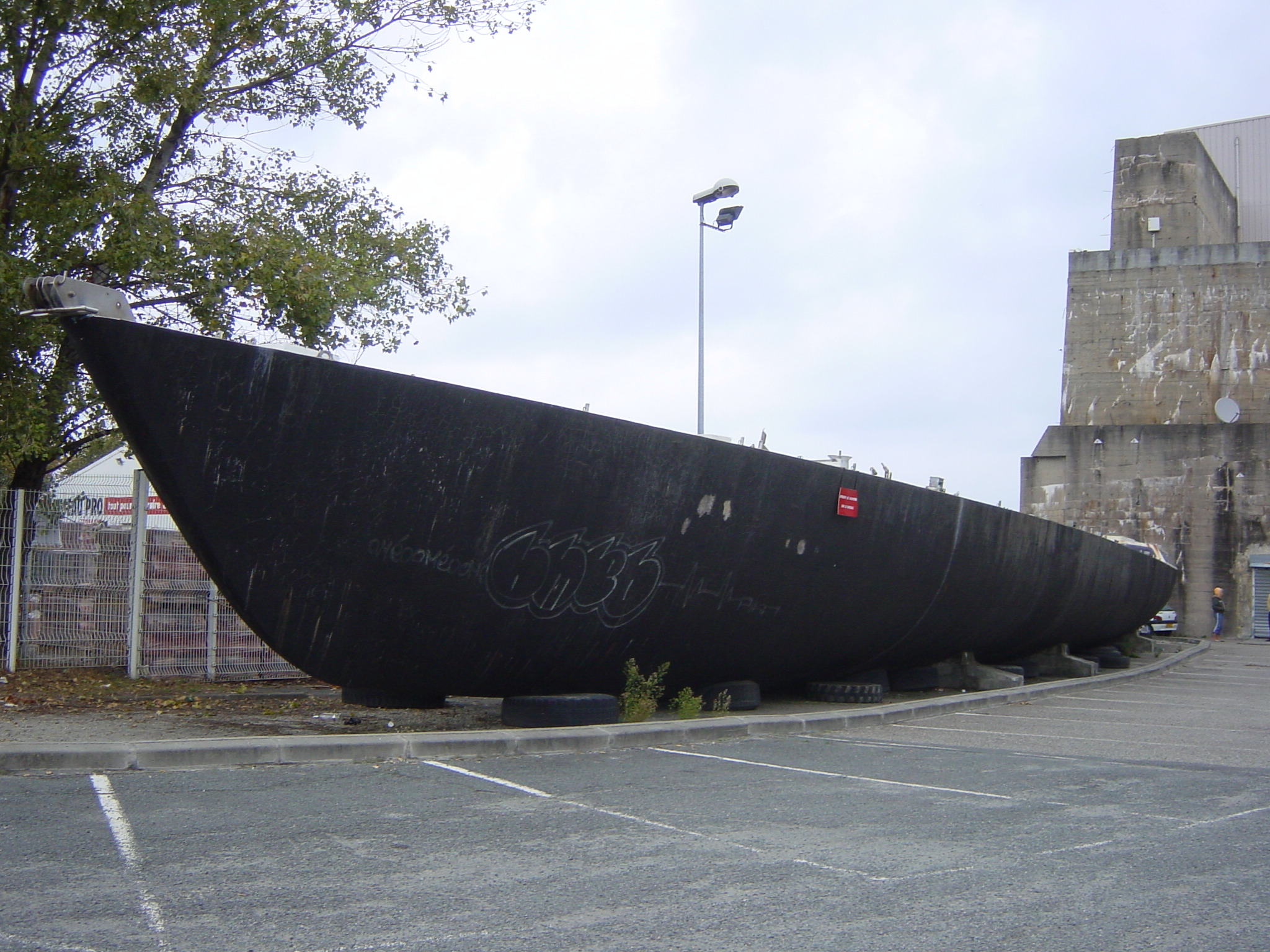
La coque du Vendredi 13, en 2006.